# 尔林兔镇
尔林兔镇，是中华人民共和国陕西省榆林市神木市下辖的一个乡镇级行政单位。

## 行政区划
尔林兔镇下辖以下地区：
前尔林兔村、后尔林兔村、庙壕村、贾家梁村、东葫芦素村、前葫芦素村、西葫芦村、啊包兔村、木独兔村、依肯特拉村、袁家圪堵村、石板太村、吧吓采当村、昌鸡兔村和永康村。